# لاسلو شویوم
لاسلو شویوم (مجاری: Sólyom László؛ زادهٔ ۳ ژانویه ۱۹۴۲ – درگذشتهٔ ۸ اکتبر ۲۰۲۳) رئیس‌جمهور سابق مجارستان بین ۲۰۰۵ تا ۲۰۱۰، استاد دانشگاه و عضو فرهنگستان علوم بود.
لاسلو شویوم در ۸ اکتبر ۲۰۲۳، بعد از یک دوره طولانی بیماری در سن ۸۱ سالگی درگذشت.